# NGC 7720-1
NGC 7720-1 (другие обозначения — PGC 71985, UGC 12716, DRCG 37-77, MCG 4-55-36, 3C 465, ZWG 476.91, KCPG 588A) — эллиптическая галактика (E) в созвездии Пегас.
Этот объект входит в число перечисленных в оригинальной редакции «Нового общего каталога».